# Ліза Безносюк
Ліза Безносюк (англ. Lisa Beznosiuk, нар. 20 серпня 1956, Шеффілд, Велика Британія) — англійська флейтистка українського та ірландського походження, яка спеціалізується на автентичному виконанні барокової та класичної музики на історичних флейтах.

## Біографія
Навчалась у Ґілдголській школі музики та театру у Лондоні, де вивчала сучасну флейту у Кетрін Лукас. Там захопилась також і дерев'яною флейтою, навчаючись з Стівеном Престоном. 1983 року випустила свій сольний альбом. Грала у таких барокових оркестрах як «Англійський концерт», «Оркестр епохи Просвітлення», «Академія древньої музики», «Лондонські класичні музиканти» та інші. Як соліст та керівник оркестру гастролювала по Європі, Далекому Сходу, Північній та Південній Америці. 
Як професор викладає ранні флейти у Ґілдголській школі музики та театру, Королівській музичній академії, Королівському коледжі музики, Королівському Північному коледжі музики та Бірмінгемському університеті.